# Éric Delcroix
Cet article possède un paronyme, voir Éric Decroix.
Pour les articles homonymes, voir Delcroix.
Éric Delcroix, né le 8 janvier 1944 à Mont-Saint-Aignan, est un avocat, homme politique et essayiste français.
Il est principalement connu pour son action en faveur des négationnistes de la Shoah.

## Biographie

### Débuts
Envoyé à Moscou par le NTS (Union populaire du travail - résistance russe anticommuniste), avec deux autres jeunes avocats parisiens, en décembre 1973, il rencontre avec cette équipe de nombreux dissidents soviétiques, tels Alexandre Soljenitsyne ou Sakharov. Interdit de séjour en URSS, il retourne pourtant voir Andrea Sakharov l'année suivante, avec de faux papiers de résident belge.
Il est d'abord militant à Ordre nouveau.

### Défenseur des négationnistes
Devenu avocat au barreau de Paris, il se fait connaître pour des procès impliquant des auteurs négationnistes. En 1979, il défend Robert Faurisson, puis Henri Roques en 1986. Dans un document adressé à un tribunal il se définit lui-même comme « révisionniste »[réf. nécessaire].
À partir de 1987, il collabore aux Annales d'histoire révisionniste, éditées par La Vieille Taupe et interdites en 1990.
Delcroix est également l'avocat de Claude Autant-Lara, Marie-Caroline Le Pen, Germaine Burgaz, Olivier Devalez, Pierre Guillaume, Vincent Reynouard, Catherine Mégret et Jean Plantin.
En 1996, pour son ouvrage La Police de la pensée contre le révisionnisme, il est condamné pour contestation de crimes contre l’humanité (à 20 000 F d’amende et un franc de dommages-intérêts à chacune des parties civiles) par le tribunal correctionnel de Paris.
En septembre 2002, après sa plaidoirie, la 11e chambre d'appel de Paris[pas clair] fait lever l'interdiction de diffusion du livre de Jürgen Graf L'Holocauste au scanner sur le territoire français.
De 2009[réf. souhaitée] à 2011, il préside l'Association des amis de Rivarol, dont il démissionne à cette date, du fait de dissensions avec la nouvelle équipe de Jérôme Bourbon, celui-ci lui reprochant d'être un « libertin » favorable à la loi Veil et au PACS.
En 2015, après la mort d'Emmanuel Ratier, il devient président de l'institut homonyme.

### Engagement politique
En 1989, il avait été candidat du Front national à Courbevoie pour les cantonales (dans le canton de Noailles) et candidat aux législatives en 1997 pour la 2e circonscription de l’Oise. En 1998, lors de la scission du parti, Delcroix se range du côté de Bruno Mégret. 
Il préside le groupe Mouvement national républicain (MNR) au conseil régional de Picardie de 1999 à 2004.
Il est l'époux de Monique Delcroix.

## Publications
- Contribution en 1981 à Intolérable intolérance, Paris, Éditions de la Différence, avec Jean-Gabriel Cohn-Bendit, Claude Karnoouh, Vincent Monteil et Jean-Louis Tristani
- Description, analyse et critique de la loi du 1er juillet 1972 dite « antiraciste », Paris, La Libre Parole, [1990].
- La Police de la pensée contre le révisionnisme. Du jugement de Nuremberg à la loi Fabius-Gayssot, Colombes, RHR, 1994.
- La Francophobie : crimes et délits idéologiques en droit français, Paris, Libres opinions, 1995.
- « Préface » à Wolf Rüdiger Hess, La mort de Rudolf Hess, un meurtre exemplaire !, trad. de l'allemand par Ilse Meenen, postface d'Alfred Seidl, Paris, Le Camelot et la Joyeuse garde, 1996.
- Le Théâtre de Satan : décadence du droit, partialité des juges, Paris, L'Æncre, 2002.
- Manifeste libertin : essai révolutionnaire contre l'ordre moral antiraciste, Paris, L'Æncre, 2005.
- Droits, conscience et sentiments, 2020